# وخش
وَخْش (بالطاجيكية: Вахш أو وخش، تُلفظ ڤَخْش/Vakhsh) هي مدينة طاجيكية تقع في ولاية خاتلون جنوب البلاد، وتبعد عن العاصمة الطاجيكية دوشنبه حوالي 100 كم جنوبًا. يبلغ عدد سكان المدينة نحو 17,202 نسمة.